# Umzug (Wohnsitzwechsel)

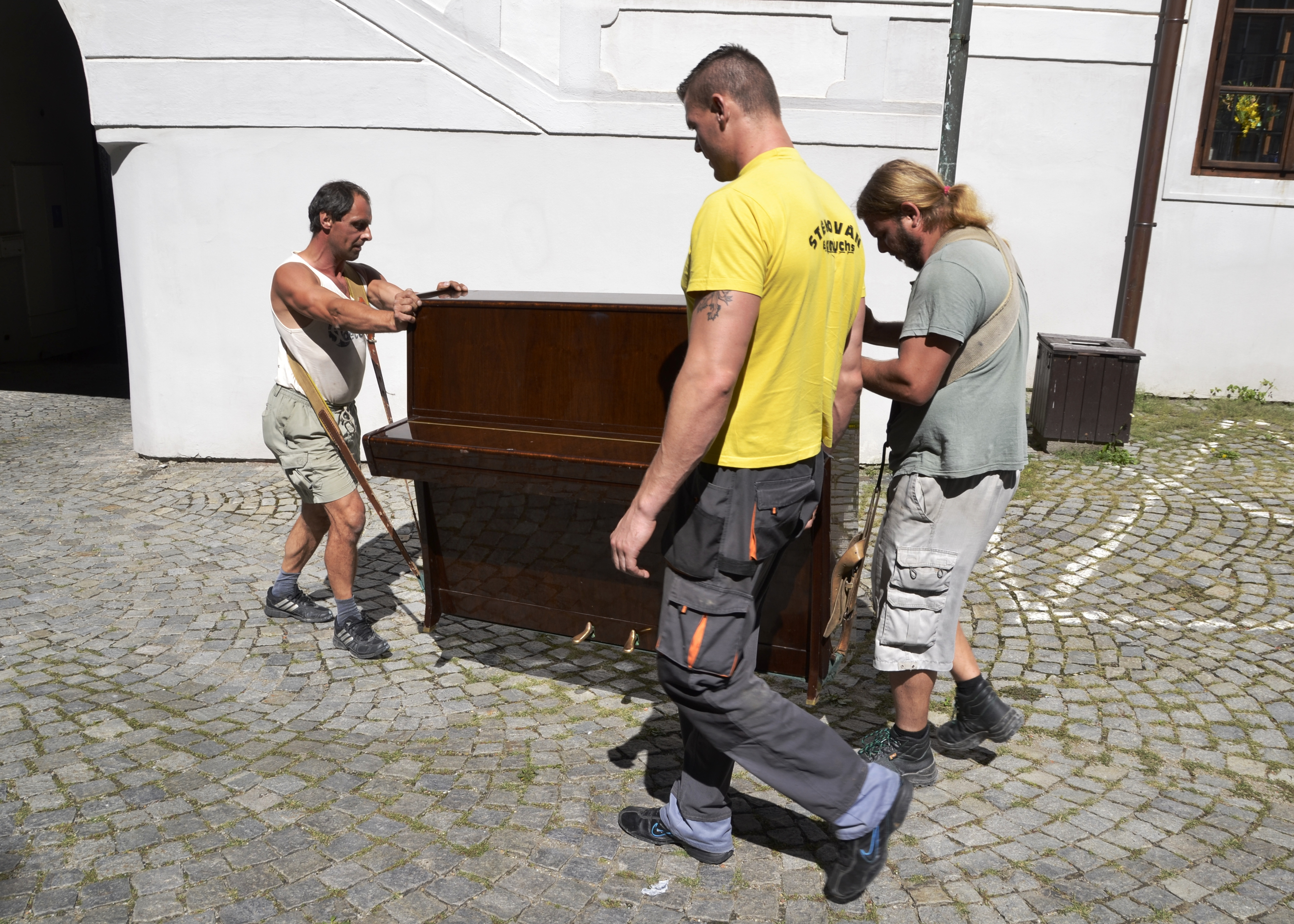
Umzug eines Klaviers

Ein Umzug (auch Wohnortwechsel, in der Schweiz auch Zügeln) ist ein Wechsel des Wohnsitzes, meist des Hauptwohnsitzes, in eine andere Wohnung oder Haus.

## Umzugskosten
Mit dem Wohnungswechsel sind regelmäßig Kosten bzw. Verluste verbunden, die erhebliche Beträge ausmachen können:

„Dreimal umgezogen ist einmal abgebrannt“

Dies sind Kosten für die Wohnungssuche, Makler, zeitweise doppelte Miete, Renovierungskosten, Neuanschaffungen von Möbeln, Umzugskartons und die Umzugskosten selbst. Diese bestehen aus den Kosten für Verpackung und Transport der Möbel und des Hausrates sowie eventueller Beschädigungen und verloren gegangener Gegenstände während des Umzugs. Wichtige Kostenpositionen sind die Miete des Umzugswagens und ggf. die Beauftragung von Umzugsunternehmen oder Relocation Service. Auch Folgekosten des Umzuges sind Umzugskosten, so z. B. die Neuanschaffung von Kochgeschirr, wenn in der neuen Wohnung nur ein Induktionsherd steht, der mit den alten Pfannen und Töpfen nicht genutzt werden kann oder wenn die Kinder aufgrund des Umzuges Nachhilfe benötigen.

## Situation in Deutschland

### Umzugskostenerstattung
Sofern der Umzug beruflich veranlasst ist, erfolgt in vielen Fällen eine Umzugskostenerstattung durch den Arbeitgeber. Umgangssprachlich wird hier vom Gardinengeld gesprochen. Für Bundesbeamte, Richter und Soldaten in Deutschland richten sich die Umzugskostenerstattungen nach dem Bundesumzugskostengesetz bzw. nach den jeweiligen Landesgesetzen.
Für Mitarbeiter der freien Wirtschaft können tarifvertragliche oder einzelvertragliche Regelungen getroffen werden, ob, wann und in welchem Umfang das Unternehmen eine Umzugskostenerstattung vornehmen muss.
Bis Ende 2008 bestand ein Anspruch auf Umzugskostenbeihilfe für Arbeitslose, die eine neue Stelle an anderem Ort annahmen. Seitdem kann in solchen Fällen im Rahmen des sogenannten Vermittlungsbudgets die Agentur für Arbeit die Umzugskosten ganz oder teilweise erstatten, wobei ein breiter Ermessensspielraum besteht.
Insbesondere in den Fällen, bei denen Umzugskosten durch Dritte übernommen werden, empfiehlt es sich, vor Beauftragung einer Spedition mehrere Vergleichsangebote verschiedener Wettbewerber einzuholen, die nicht dem gleichen Speditionsverbund angehören, da ein solches Vorgehen in vielen Erstattungsrichtlinien vorgesehen ist.

### Steuerliche Behandlung
Kosten für einen beruflich bedingten Umzug sind entsprechend den Regelungen des Umzugskostengesetzes als Werbungskosten steuerlich absetzbar. Voraussetzung dafür ist aber, dass durch den Umzug
- der tägliche Weg von und zur regelmäßigen Arbeitsstätte um zusammen mindestens 60 Minuten kürzer wird oder
- die regelmäßige Arbeitsstätte zu Fuß erreicht werden kann oder
- eine vom Arbeitgeber gestellte Werks- oder Dienstwohnung bezogen oder geräumt wird.[2]

Nicht absetzbar sind die Maklerkosten, wenn sie für den Kauf der neuen Wohnung anfielen.
Bei einem privat veranlassten Umzug sind 20 % der Lohnkosten der Möbelpacker oder des Umzugsunternehmens bis zu einem Betrag von 4.000 Euro als Haushaltsnahe Dienstleistung direkt von der Einkommenssteuer abziehbar.
In besonderen Fällen (z. B. Umzug in eine behindertengerechte Wohnung nach einem Unfall) können Umzugskosten auch als Außergewöhnliche Belastung steuerlich geltend gemacht werden.
Umzugskostenerstattung sind auf Unternehmensseite typischerweise abzugsfähige Betriebsausgaben, wenn der Umzug des Arbeitnehmers beruflich bedingt war.

## Geschichte
Der Umzug eines Bürgers in eine andere Ortschaft wurde im 18. Jahrhundert in deutschen Gebieten gewährt, wenn dieser im neuen Ort einen Brandeimer nachweisen konnte. Gemäß Anordnung zur Brandverhütung im Kurfürstentum Trier vom 9. Mai 1721 musste in jedem Haushalt mindestens ein funktionsfähiger Feuer- oder Brandeimer zum Löschen von Bränden vorgezeigt werden. Diese Bestimmung galt auch in weiteren Kurfürstentümern des Heiligen Römischen Reiches.